# ジョイス・ジェイムソン
ジョイス・ジェイムソン(Joyce Jameson、1932年9月26日 - 1987年1月16日)はアメリカ合衆国の女優。マリリン・モンローが活躍していた時代、金髪女性のステレオタイプの役を演じることが多かった。1960年代の連続ドラマ『メイベリー110番』のファン・ガールズの1人であるスキッピー役、1960年のアカデミー作品賞受賞映画『アパートの鍵貸します』の金髪女性役など多数の作品に出演。

## 経歴

### 映画
1950年代初頭から多数の映画やテレビなどでクレジットの無い役で出演。1951年、映画『ショウ・ボート』でコーラス・ガール・ダンサー役でデビュー。他の役付きの映画は、1953年『Problem Girls 』、1957年『Tip on a Dead Jockey 』、1960年『アパートの鍵貸します』などに出演。
1962年、ロジャー・コーマンのホラー映画『黒猫の怨霊』にアナベル・ヘリンボーン役でヴィンセント・プライス、ピーター・ローレと共に主演。ローレの下品で不貞の妻でプライス演じる愛人と共にワイン庫に閉じ込められる役であった。1年後、ドタバタコメディ映画『The Comedy of Terrors 』に再度ローレとプライスと共に主演し、1950年代に彼女が演じていた典型的な役を演じた。1964年、ジャック・レモン、ロミー・シュナイダー主演『ちょっとご主人貸して』に出演。
1966年、彼女にとって重要な年となった。エルヴィス・プレスリー主演『フランキーandジョニー』にアビゲイル役、ボブ・ホープ、エルケ・ソマー主演『おフロの女王さま』に出演。CBSの『The Mouse That Roared 』にも出演したが、世に出ることはなかった。1970年代、『デス・レース2000年』（1975年)のグレイス・パンダー役、クリント・イーストウッド監督・主演の西部劇『アウトロー』(1976年)のローズ役などで知られ、演技の幅の大きさから様々なジャンルの映画に出演していた。『ダーティファイター』（1978年)や、彼女の最後の作品の1つとされる『ハードボディーズ』にも出演。

### テレビ
ジェイムソンはテレビ女優としても知られている。『弁護士ペリーメイスン』、『Gunsmoke 』、『Club Oasis 』(レギュラー)、『トワイライト・ゾーン』、『McHale's Navy 』、『My Favorite Martian 』、『The Munsters 』、『F Troop 』、『Hogan's Heroes 』、『西部二人組』、『エマージェンシー!』、『Barney Miller 』など多数のテレビ番組にゲスト出演。1970年代後半には『チャーリーズ・エンジェル』、1980年代前半には『The Love Boat 』に出演。『メイベリー110番』でスキッピー役としてジーン・カーソン演じるダフネと共にザ・ファン・ガールズとして知られ、『Laverne & Shirley 』の役に影響を与えたとされる。

## プライベート
画面で見せる役柄と実際の彼女は正反対で知的で繊細でよく読書をしていた。若い頃に俳優で作曲家のビリー・バーンズと結婚。また『0011ナポレオン・ソロ』のロバート・ヴォーンの長年のガールフレンドであった。1967年、『0011ナポレオン・ソロ』の第45話『The Dippy Blond Affair 』で相手役を務めたのが縁であった。
ヴォーンの自伝『 A Fortunate Life 』によると彼女はうつ病に苦しんでいた。不眠症でメプロバメートを服用していた。1987年1月16日、54歳で薬物の過剰服用により自殺。遺体は火葬され、遺灰は海に撒かれた。

## 主な出演作品
| 映画      | 映画                                         | 映画                      | 映画                                                      |
| 年        | 邦題 原題                                    | 役名                      | 特記事項                                                  |
| --------- | -------------------------------------------- | ------------------------- | --------------------------------------------------------- |
| 1951      | The Son of Dr. Jekyll                        | Barmaid                   | クレジット無し                                            |
| 1954      | Phffft!                                      | Secretary                 | クレジット無し                                            |
| 1956      | Crime Against Joe                            | Gloria Wayne              |                                                           |
| 1960      | アパートの鍵貸します The Apartment           | The Blonde                |                                                           |
| 1963      | The Balcony                                  | Penitent                  |                                                           |
| 1964      | ちょっとご主人貸して Good Neighbor Sam       | Elsie Hooker              |                                                           |
| 1966      | フランキーandジョニー Frankie and Johnny     | Abigail                   |                                                           |
| 1968      | 汚れた七人 The Split                         | Jennifer                  |                                                           |
| 1975      | デス・レース2000年 Death Race 2000           | Grace Pander              |                                                           |
| 1976      | アウトロー The Outlaw Josey Wales            | Rose                      |                                                           |
| 1976      | 女捜査官 Scorchy                             | Mary Davis                | 副題: Race with Death                                     |
| 1980      | Pray TV                                      | Millie Peebles            | 副題: K-GOD                                               |
| 1983      | グッバイ、デイビッド The Man Who Loved Women |                           | クレジット無し                                            |
| テレビ    |                                              |                           |                                                           |
| 年        | 題                                           | 役                        | 特記事項                                                  |
| 1956      | Science Fiction Theatre                      | Nina Lasalle              | 1 エピソード                                              |
| 1958      | Playhouse 90                                 | Miss Cooper               | 1 エピソード                                              |
| 1959      | Yancy Derringer                              | Bonnie Mason              | 1 エピソード                                              |
| 1960      | The Betty Hutton Show                        | Beverly Bell              |                                                           |
| 1961      | Lock-Up                                      | Coralee                   | 1 エピソード                                              |
| 1961–1963 | The Many Loves of Dobie Gillis               | Lola LaVerne              | 3 エピソード                                              |
| 1962      | Outlaws                                      | Lotus                     | 1 エピソード                                              |
| 1962–1965 | メイベリー110番 Andy Griffith Show           | Skippy                    | 3 エピソード                                              |
| 1963      | The Danny Thomas Show                        | Nikki Stewart             | 1 エピソード                                              |
| 1963      | ヒッチコック劇場 Alfred Hitchcock Presents   | Rosie Feather             | 1 エピソード                                              |
| 1963      | McHale's Navy                                | Kate O'Hara               | 1 エピソード                                              |
| 1964      | Grindl                                       | Laverne                   | 1 エピソード                                              |
| 1965      | The Baileys of Balboa                        | Mary Brown                | 1 エピソード                                              |
| 1966      | The Dick Van Dyke Show                       | Blanche                   | 1 エピソード                                              |
| 1966      | マイペース二等兵 Gomer Pyle U.S.M.C.         | Irene                     | 1 エピソード                                              |
| 1966      | Hogan's Heroes                               | Mady Pfeiffer Eva Mueller | 1 エピソード 1 エピソード                                 |
| 1967      | バークレー牧場 The Big Valley                | The Blonde                | 1 エピソード                                              |
| 1967      | 0022アンクルの女 The Girl from U.N.C.L.E.    | Shirley Fummer            | 1 エピソード                                              |
| 1969      | バージニアン The Virginian                   | Millie                    | 1 エピソード                                              |
| 1970      | Run, Simon, Run                              | Esther                    | テレビ映画 副題: Savage Run The Tradition of Simon Zuniga |
| 1971      | 鬼警部アイアンサイド Ironside                | Mrs. Akerman              | 1 エピソード                                              |
| 1972      | Women in Chains                              | Simpson                   | テレビ映画                                                |
| 1973      | Here's Lucy                                  | Prisoner                  | 1 エピソード                                              |
| 1974      | 爆走トラック16トン Movin' On                 | Angela Wentworth          | 1 エピソード                                              |
| 1975      | The First 36 Hours of Dr. Durant             | Mrs. Graham               | テレビ映画                                                |
| 1976      | 刑事バレッタ Baretta                         | Lucille                   | 1 エピソード                                              |
| 1977      | The Feather and Father Gang                  | Norma                     | 1 エピソード                                              |
| 1978      | 地獄の大墜落/エア・インフェルノ Crash        | Sophie Cross              | テレビ映画 副題: Crash of Flight 401                      |
| 1979      | The Wild Wild West Revisited                 | Lola (Showgirl)           | テレビ映画                                                |
| 1982      | 俺たち賞金稼ぎ!!フォール・ガイ The Fall Guy  | Lucille                   | 1 エピソード                                              |